# 穆晉泰
穆晉泰，滿洲廂黃旗人，清朝政治人物。舉人出身。
道光五年，接替鍾承露。署任江蘇荆溪縣知縣。后由傅璋接任。